# Фере, Эдуард Вадимович
Эдуард Вадимович Фере (1936—2009) — советский и украинский начальник МВД, генерал-полковник МВД Украины.

## Биография
Родился 8 марта 1936 года в селе Киблич Гайсинского района Винницкой области. Русский. Окончил юридический факультет Киевского государственного университета.
В органах внутренних дел с 1962 года. Службу начал с должности оперуполномоченного отдела дознания Жовтневого (Октябрьского) райотдела МВД в Киеве, с 1969 года — старший оперуполномоченным уголовного розыска УМ МООП УССР, затем был заместителем начальника отдела УУР МВД УССР. С февраля 1974 года по июль 1976 работал заместителем начальника УВД Полтавской области, а с июля 1976 по сентябрь 1977 года — заместителем начальника УУР МВД УССР. С сентября 1977 по февраль 1978 занимал должность начальника Управления уголовного розыска МВД УССР. В 1984—1992 годах — начальник 7-го управления МВД УССР, а с 1992 года — начальник Главного управления уголовного розыска МВД Украины. В 1995 году назначен руководителем Аппарата министра внутренних дел Украины и советником министра. В 1995—2000 годах — во времена министра внутренних дел Юрия Кравченко был руководителем аппарата МВД. После отставки Кравченко в разгар дела Гонгадзе (ноябре 2001 года) перешёл работать советником в Государственное управление делами. С 2001 года — на пенсии.
В июле 2003 года у генерала случился инсульт.
Скончался 31 мая 2009 года. Похоронен на Берковецком кладбище.

## Награды
- Орден «За заслуги» III степени (24 апреля 2003) — за весомые трудовые достижения, самоотверженность и высокий профессионализм, проявленные во время ликвидации последствий Чернобыльской катастрофы, реализацию важных природоохранных проектов;[1]
- Отличия Президента Украины —  крест «За мужество» (8 мая 1996) — за личное мужество и отвагу, проявленные в ликвидации аварии на Чернобыльской АЭС;[2]
- Отличие Президента Украины «Именное огнестрельное оружие» (23 августа 1998) — за весомый личный вклад в борьбу с преступностью, укрепление законности и правопорядка, защиту законных прав и свобод граждан, высокий профессионализм;[3]
- Заслуженный юрист Украины (4 октября 1997) —за весомые заслуги в укреплении законности и правопорядка, высокий профессионализм;[4]